# Toledo (distrikt)
 For alternative betydninger, se Toledo. (Se også artikler, som begynder med Toledo)
Toledo er et distrikt i det mellemamerikanske land Belize. Distriktshovedstaden er Punta Gorda. I 2010 lå befolkningstallet på 30.538.